# 世纪
一个世纪代表一百年，通常是指连续的一百年。当用来计算日子时，世纪通常从可以被100整除的年代或此后一年开始，例如2000年或2001年。这种奇数的纪年法来自于耶稣纪元后，其中的1年通常表示“吾主之年”（year of our lord），因此一世纪从公元1年到公元100年，而二十世纪则从公元1901年到公元2000年，因此2001年是二十一世纪的第一年。